# 後藤駅
後藤駅（ごとうえき）は、鳥取県米子市米原字三軒家道西空地にある、西日本旅客鉄道（JR西日本）境線の駅である。妖怪名前から取られた愛称はどろたぼう駅。

## 概要
鉄道敷設に尽力した米子の豪商・後藤快五郎に由来する駅名である。
後藤総合車両所・本所への車両入出場のため、この駅まで電化されている。

## 歴史
- 1902年（明治35年）11月1日：官設鉄道御来屋駅 - 米子駅 - 境駅（現・境港駅）間開通時に開設[1]。
- 1909年（明治42年）10月12日：線路名称制定、境線所属となる。
- 1972年（昭和47年）9月11日：荷物扱い廃止[1]。
- 1983年（昭和58年）12月31日：専用線発着車扱貨物取扱廃止[1]。
- 1986年（昭和61年）11月1日：米子ホープタウンへの利便性を確保するために北口を新設。
- 1987年（昭和62年）4月1日：国鉄分割民営化に伴い、西日本旅客鉄道（JR西日本）の駅となる[1]。
- 2019年（平成31年）3月16日：車載型IC改札機により、ICカード「ICOCA」が利用可能となる。

なお、1926年 - 1938年には駅前に米子電車軌道も発着していた。

## 駅構造
島式ホーム1面2線を有する地上駅（列車交換可能）。非電化のホームのほかに、後藤総合車両所後藤工場への車両入出場に使用される、電化された着発線がある。無人駅。
駅舎は南口の他、かつては北口にも小型の駅舎が設置されていたが現在は解体されている。自動券売機はホーム上に設置されている。

### のりば
| のりば | 路線 | 方向 | 行先     |
| ------ | ---- | ---- | -------- |
| 1      | 境線 | 下り | 境港行き |
| 2      | 境線 | 上り | 米子行き |

※2017年3月時点でホームにのりば番号標が整備されており、列車運転指令上の番線番号同様に西側（下り）を1番のりばとしている。

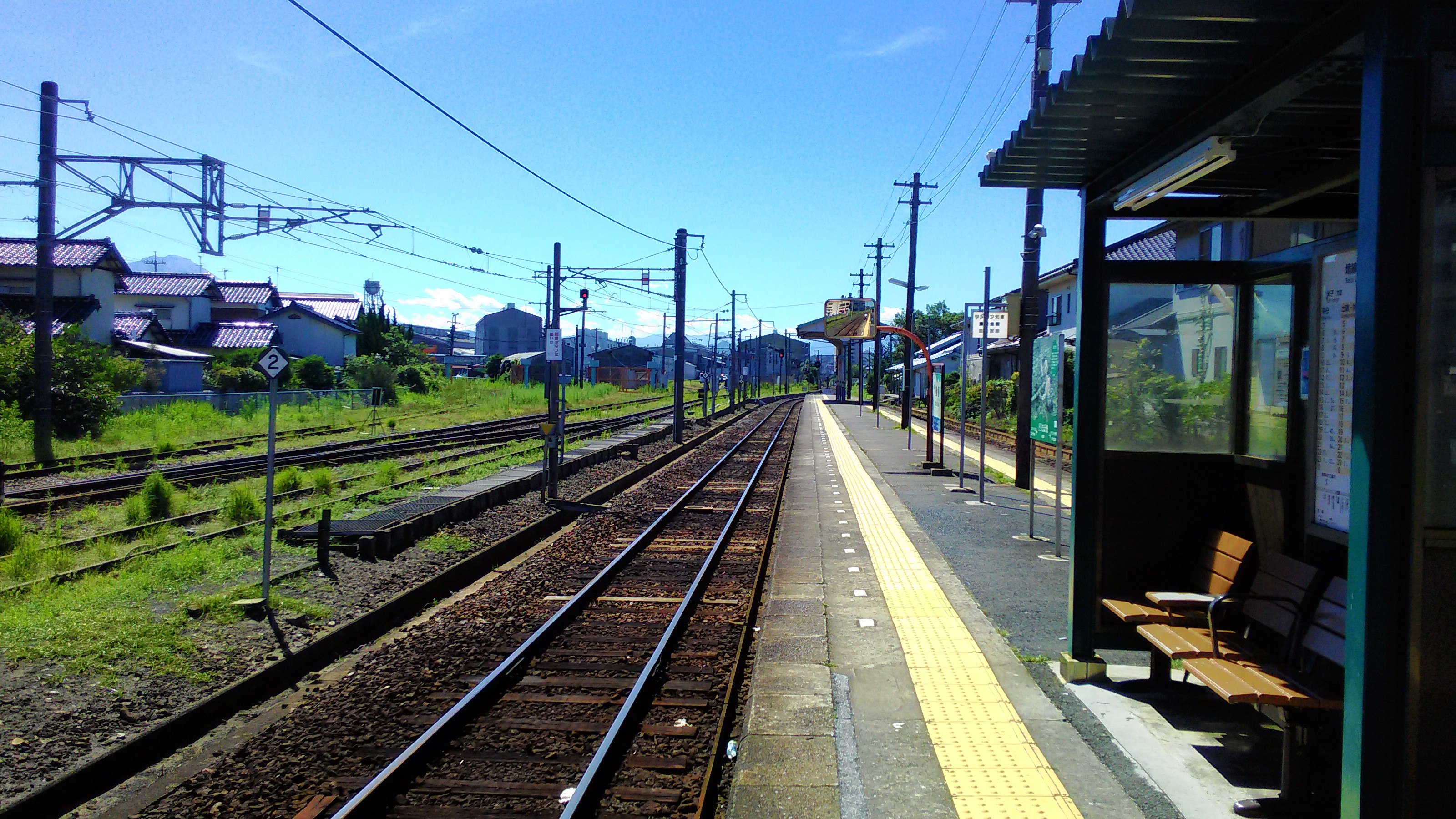
ホーム（米子方面、2015年7月）
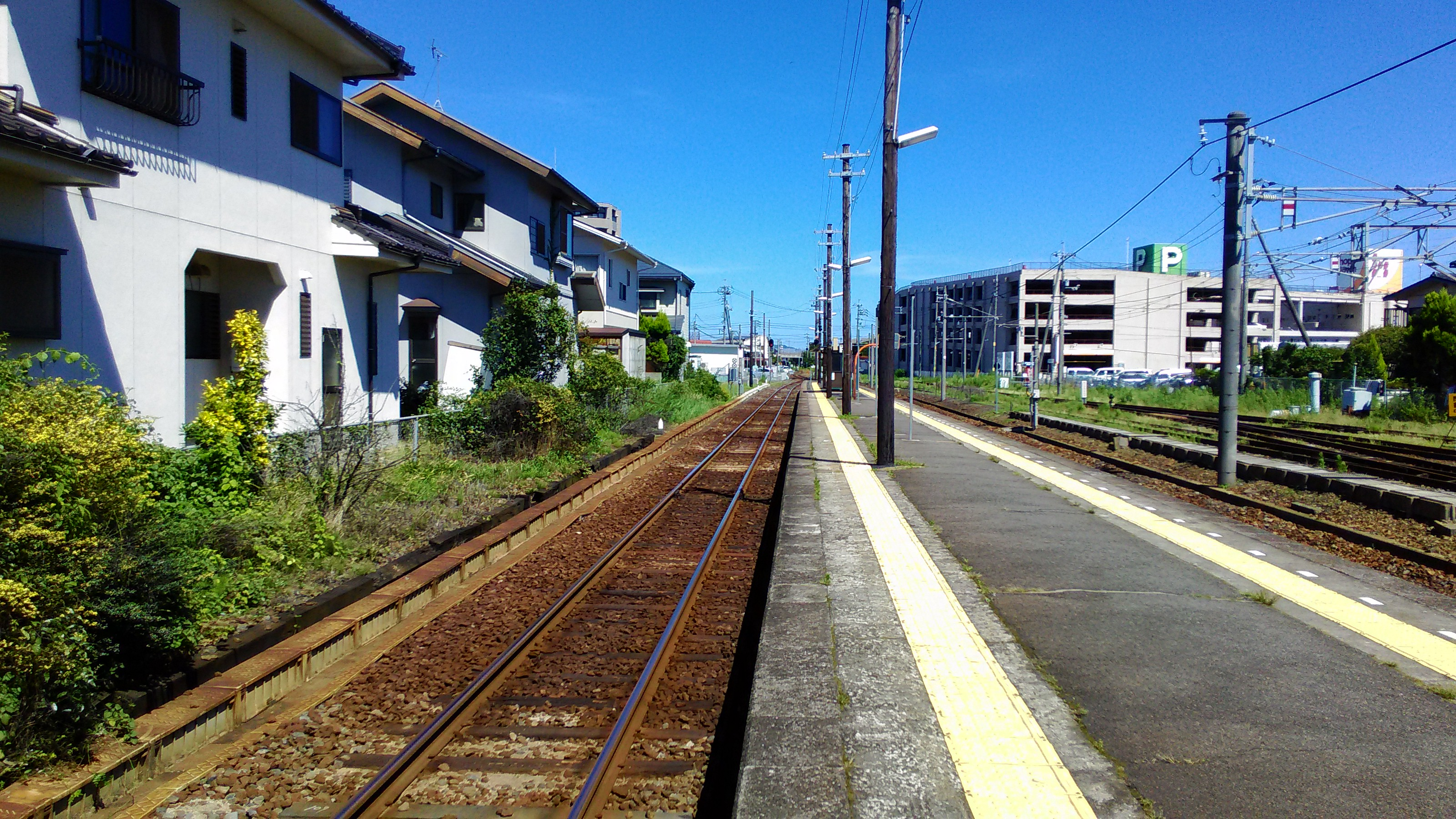
ホーム（境港方面、2015年7月）

## 利用状況
近年の1日平均乗降人員の推移は以下の通り。
| 乗降人員推移 | 乗降人員推移 |
| 年度         | 1日平均人数  |
| ------------ | ------------ |
| 2007年       | 796          |
| 2008年       | 799          |
| 2009年       | 817          |
| 2010年       | 826          |
| 2011年       | 916          |
| 2012年       | 903          |
| 2013年       | 899          |
| 2014年       | 852          |
| 2015年       | 868          |
| 2016年       | 856          |
| 2017年       | 866          |
| 2018年       | 866          |
| 2019年       | 810          |
| 2020年       |              |
| 2021年       |              |
| 2022年       |              |
| 2023年       |              |
| 2024年       |              |

## 駅周辺
- スーパーマルワ 米子後藤店
- MEGAドン・キホーテ米子店
  - ダイソー MEGAドン・キホーテ米子店
- 米子錦町郵便局
- 山陰合同銀行米子西支店
- 島根銀行米子支店・角盤町支店・米子東出張所・根雨出張所・米子駅前出張所
- 米子信用金庫
- 鳥取県道245号両三柳後藤停車場線
- 鳥取県道317号両三柳西福原線
- 米子市立啓成小学校

### バス路線
最寄バス停は南西に400m程の日ノ丸自動車境線の角盤町4丁目である。しかし、米子市だんだんバス「後藤駅入口」バス停の方が北西に300m程と近い。なお、日ノ丸自動車の内浜線にも「後藤駅入口」のバス停があるが、だんだんバスの後藤駅入口とは全く場所が違う上に「角盤町4丁目」バス停よりも更に西南へ100m程遠い。

## 隣の駅
西日本旅客鉄道（JR西日本）
 境線
富士見町駅（ざしきわらし駅） - 後藤駅（どろたぼう駅） - 三本松口駅（そでひき小僧駅）